# Біллунги

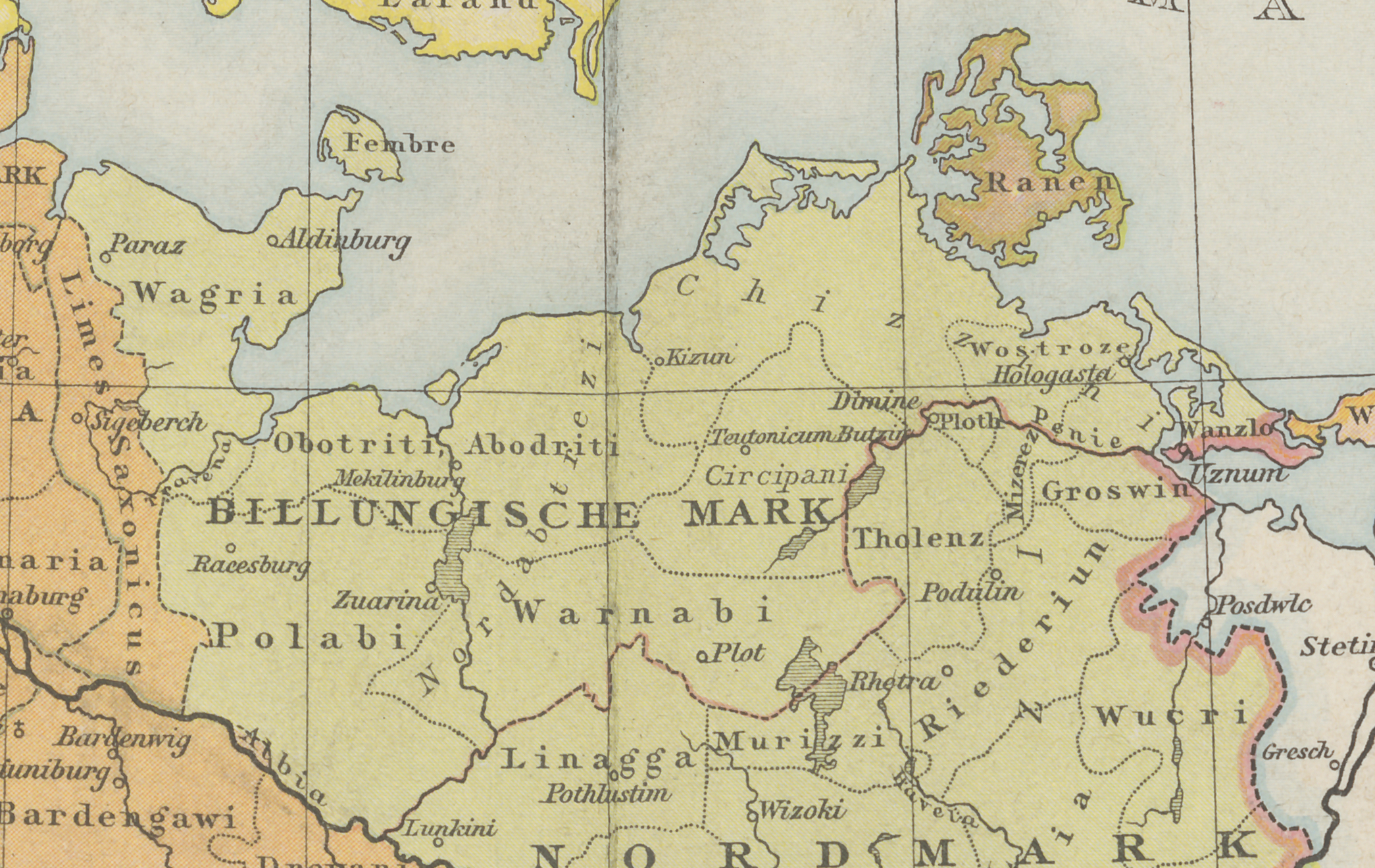
Маркграфство Біллунгів

Біллунги — династія кількох німецьких сімей Саксонії ІХ — ХІІ ст.

## Історія
Першим представником  династії Біллунгів, про якого збереглися історичні джерела був граф Віхман Старший, який згадується у літописах 811 року.
Зростає значення сімейної влади Біллунгів під час правління короля Оттона I, який на північному кордоні герцогства Саксонії створив укріплення, яке повинно було захищати від атак Саксонії слов'янськими племенами. На чолі маршів з титулом принцепса стояв Герман Біллунг пізніше герцог Саксонії (народився близько 905 року), а область за назвою «Марка Білунгів» (Вендську марку) захищав його син. Герман Біллунг визначається найвидатнішим представником династії. У 936 році був призначений маркграфом. У 953 році змінив імператора Оттона I і став герцогом Саксонії і з 961 року він взяв повну владу в князівстві.
Ще одним яскравим представником династії Біллунгів був Вічман Молодший (967), який вів затяту боротьбу з польським князем Мешко I.
Останнім представником з династії Біллунгів був Магнус, син Ордульфа Біллунга, герцог Саксонії до 1106 року. Старша дочка Магнуса, вийшла заміж за Генріха IX Чорного з династії Чорних Гвельфів, герцога Баварії (1120—1161), молодша вийшла за графа Балленштедтського Отто з династії Асканіїв (їх син Альбрехт Ведмідь).
Після смерті останнього з роду Біллунгів, династія поступилася Суплінбургам, представником якої був Лотар ІІ.